# Tobias Meyer (Auktionator)
Tobias Meyer (* 1963 in Frankfurt am Main) ist ein deutsch-österreichischer Kunsthändler und Auktionator.

## Leben
Als er 14 Jahre alt war, zog seine Familie nach Wien. Nach dem Abitur 1981 absolvierte er den „Art Appreciation“-Kurs bei Christie’s. 1983 arbeitete er neben dem Kunststudium in Wien bei der Wiener Kunsthandlung Czeslaw Bednarczyk. Bednarczyk schickte ihn zu seinem ersten Auktionskauf nach London. 1989 ging Meyer nach dem Examen als Trainee zu Christie’s nach London. 1992 wurde er der erste Auktionsexperte, der direkt von Christie’s zum Rivalen Sotheby’s wechselte.
Seinen Durchbruch erreichte er durch den Verkauf eines Gerhard-Richter-Bildes für die damalige Rekordsumme von 590.000 Dollar. Von 1997 bis Ende 2013 war er bei Sotheby’s Worldwide Head of Contemporary Art, ab 2004 mit dem Titel Principal Auctioneer.
Zu den von ihm versteigerten Stücken gehören die teuersten Kunstwerke der Welt, darunter Junge mit Pfeife (104,2 Mio. US$, 5. Mai 2004) und Dora Maar mit Katze (95,2 Mio. US$, 3. Mai 2006), beide von Picasso, sowie Der Schrei von Edvard Munch (119,9 Mio. US$, 2. Mai 2012). Ende November 2013 teilte er sein Ausscheiden bei Sotheby’s mit und kündigte an, künftig nicht mehr als Auktionator, sondern als Kunsthändler tätig zu sein.
In einer Studie des Fachmagazins ArtReview 2009 fand sich Meyer auf Platz 27 der 100 einflussreichsten Menschen in der Branche.